# چون که خزان
«چون که خزان» (به فرانسوی: À cause de l'automne) تک‌آهنگی از هنرمند اهل فرانسه آلیزه ژاکوته است که در سال ۲۰۱۲ میلادی منتشر شد.